# Romain Zingle

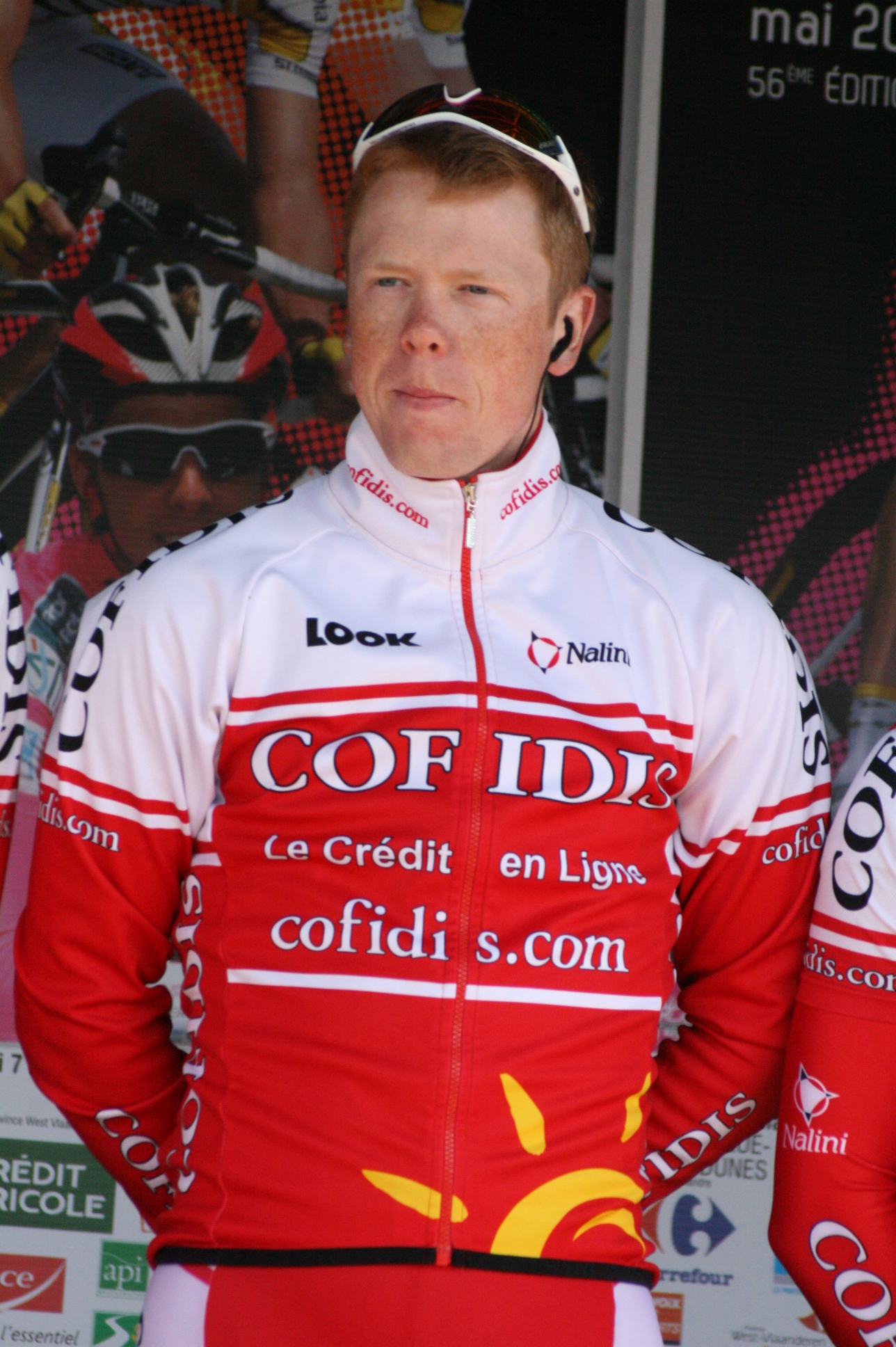

Romain Zingle (* 29. Januar 1987 in Lobbes) ist ein ehemaliger belgischer Radrennfahrer.

## Radsport
Romain Zingle konnte 2007 die Gesamtwertung der Tour de Namur für sich entscheiden. 2008 fuhr er für das belgische Continental Team Groupe Gobert.com. Hier wurde er unter anderem jeweils Zweiter bei Lüttich–Bastogne–Lüttich Espoirs und Paris–Tours Espoirs. Ende der Saison fuhr er für das französische ProTeam Cofidis als Stagiaire, wechselte 2009 aber zu Verandas Willems. 2009 gewann er das Eintagesrennen Circuit du Hainaut und wurde erneut Zweiter bei Lüttich–Bastogne–Lüttich Espoirs. Von 2010 bis zu seinem Karriereende 2015 fuhr Zingle für Cofidis. Bei seiner ersten großen Rundfahrt, der Vuelta a España, belegte er bei der zehnten Etappe den zweiten Platz und beendete das Rennen auf Platz 87 des Gesamtwertung. Er fuhr und beendete während seiner Karriere noch ein weiteres Mal die Spanienrundfahrt und zweimal die Tour de France. Internationale Siege konnte er nicht erzielen. Im Juli 2015 erklärte Zingle aufgrund einer Herzmuskelentzündung seinen Rücktritt vom Radsport.

## Teams
- 2008 Groupe Gobert.com
- 2008 Cofidis-Le Crédit par Téléphone (Stagiaire)
- 2009 Verandas Willems
- 2010–2014 Cofidis